# قوفاتشا
قوفاتشا هي بلدة في مقاطعة قرة قول في ولاية بخارى في أوزبكستان.